# Maurice Tubiana
Pour les articles homonymes, voir Tubiana.
Maurice Tubiana, né le 25 mars 1920 à Constantine et mort le 24 septembre 2013 à Paris,,, est un chercheur en biologie et un cancérologue français. Membre de l'Académie nationale de médecine, il est aussi membre de l'Académie des sciences à partir du 6 juin 1988.

## Biographie
Maurice Tubiana est issu d'une riche famille d'origine juive ayant fait fortune dans l’industrie du textile. Il fréquente quelques mois un sanatorium pour suspicion de tuberculose puis s'engage dans la Résistance après la promulgation des lois antisémites du régime de Vichy. Il combat en Tunisie, en Italie et participe au débarquement de Provence, en 1944.
Il est docteur en médecine (1945), interne en médecine (1946) dans le laboratoire de Frédéric Joliot-Curie, puis docteur en physique (1947), professeur agrégé de physique médicale (1952) et radiologue des hôpitaux de Paris (1958). Il avait séjourné aux États-Unis pour étudier la biophysique à l'université de Berkeley avec notamment John D. Lawrence (1948-1949). Il témoignera être resté marqué par les leçons qu'il y a apprises sur la médecine moderne, « fondée sur la biologie moderne et l'alliance de la rigueur scientifique et l'intuition clinique » . Il crée et dirige l’école française de radiologie, remportant, grâce au bêtatron qu’il met au point avec Frédéric Joliot-Curie, puis avec le premier appareil de télécobalthérapie, des victoires cliniques qui le placent au premier rang thérapeutique mondial contre le cancer.
Lui et son équipe sont les premiers à utiliser l'informatique pour définir les plans de traitement des patients atteints de cancer. Il travaille également à « humaniser » l'hôpital afin de développer l'écoute et le dialogue entre soignants et patients.
Il est chef du laboratoire des isotopes et du bêtatron à l'Institut Gustave-Roussy de Villejuif (1952), puis chef du département des radiations (1959-1982), professeur de radiothérapie expérimentale et clinique à la faculté de médecine de Paris (1963-1989), directeur de l'unité de recherche Inserm 66 de radiobiologie clinique (1966-1982), conseiller médical à la Direction des enseignements supérieurs (1968-1970), membre du conseil d’administration de l’Inserm (1970-1974) et directeur de l'Institut Gustave-Roussy (1982-1988). Il est l'auteur de plus de trois cents publications scientifiques et de quelques livres, parmi lesquels sa très connue Introduction à la radiobiologie.
Nommé expert consultant à l'Organisation mondiale de la santé (OMS) en 1957 et à l'Agence internationale de l'énergie atomique (AIEA) en 1960, il a été membre du comité scientifique de l'OMS, président des comités scientifiques de l'AIEA, membre de la Commission scientifique et technique de l’Euratom (1968-1972) et de l'Agence internationale pour la recherche sur le cancer.
Il a participé au Colloque sur les implications psychosociologiques du développement de l'industrie nucléaire tenu à Paris, du 13 au 15 janvier 1977.
Il a présidé en 1978-1979 la Société française d'énergie nucléaire, une société savante souvent associée au « lobby nucléaire ». Dans ses mémoires, il prend fortement position en faveur de l'industrie nucléaire.
Il fait partie des experts qui sont publiquement intervenus pour déclarer minimes, dans le cas de la France, les conséquences du nuage radioactif consécutif à l'accident de Tchernobyl. Le 12 mai 1986, il déclare que le risque de ce nuage pour la santé est « tout à fait infime, comparable à celui que courrait quelqu'un qui fumerait une cigarette tous les dix ans ».
En compagnie des Professeurs Claude Got, Gérard Dubois, François Grémy et Albert Hirsch, il élabore, en 1989, un plan de santé publique (alcoolisme, tabagisme, prévention des maladies graves). Son ennemi numéro un est alors le tabac, coupable de 60 000 morts, le plus grand fléau d’entre les fléaux dénonce-t-il, devant l’alcool.
Il est intervenu à la Conférence internationale sur les accidents nucléaires et le futur de l'énergie tenue à Paris du 15 au 17 avril 1991 avec un exposé intitulé "Leçons tirées de Tchernobyl".
Dans les polémiques autour des choix énergétiques, il conclut qu’entre le charbon, le pétrole, le gaz et le nucléaire, c’est ce dernier qui induit les moindres risques sanitaires ; au chapitre de la pollution, il affirme que moins de 1 % des cancers sont dus à l’environnement, et non 40 %, comme on le prétend, et rappelle que l’alcool et le tabac sont responsables de 28 % des cancers.
Il a également été le président du Conseil supérieur de la sûreté et de l'information nucléaires de 1990 à 1993. En tant que membre de l'Académie des sciences, il a été consulté par le ministre de la Recherche et de la Technologie Hubert Curien, qui voulait savoir s'il fallait réviser les normes de radioprotection (rapport de Académie des sciences, novembre 1989 : Risques des rayonnements ionisants et normes de radioprotection).
Il présida également le comité d'experts sur le cancer de l'Union européenne de 1986 à 1994.
Dans son dernier livre, Arrêtons d’avoir peur !, il dénonce les nouvelles alarmistes diffusées au sujet des insecticides, des OGM et des champs électromagnétiques[réf. souhaitée]. Membre de l'Union rationaliste et de l'Association française pour l'information scientifique, il y diffuse largement  ses idées abordées dans Le Refus du réel ; il est considéré comme une icône de la lutte anti-écologiste.
À sa mort en septembre 2013 à Paris, une cérémonie militaire a lieu en son hommage dans la cour de l'hôtel des Invalides. Incinéré, ses cendres sont dispersés dans le jardin du souvenir du cimetière du Montparnasse (division 4).

## Élèves
- Sadok Mtimet, qui est considéré avec Hassen Gharbi, comme le père de la biophysique et de la médecine nucléaire en Tunisie.

## Citations
- « Je me suis construit personnellement face au mystère du mal, contre lui, confiait le Pr Maurice Tubiana au Quotidien du médecin ; toute ma vie d’homme sera marquée et comme structurée par ce combat que je n’aurai eu de cesse de mener contre les forces maléfiques et irrationnelles. »

- Citant la phrase de Montaigne dans les Essais : « Je veux que la mort me trouve plantant mes choux », disant ainsi qu’il fallait travailler jusqu’à la fin de sa vie.

## Distinctions
- Gray Medal (1981)
- Breur Medal (1985)
- Prix Röntgen (1986)
- Prix Pezcoller (1991) et médaille Janeway de l'American Radium Society (1991).
- Grand-croix de la Légion d'honneur (décret du 13 juillet 1993), croix de guerre 1939-1945, médaille des évadés, officier de l'ordre du Ouissam alaouite.

## Ouvrages
- Les Isotopes radioactifs en médecine et en biologie, avec une préface de Louis Bugnard, Paris, 1950
- Les Bases physiques de la radiothérapie et de la radiobiologie, avec J. Dutreix, A. Dutreix et P. Jockey, éditions Masson 1963
- Le Refus du réel, éditions Robert Laffont, Paris,1977
- Atlas préhistorique de la Tunisie, École française de Rome, 1985
- Introduction to Radiobiology, CRC Press, 1990 (l'un des ouvrages parmi les plus utilisés par les étudiants aux États-Unis et en Europe)
- La Lumière dans l'ombre : le cancer hier et demain, éditions Odile Jacob, Paris, 1991
- Les Chemins d'Esculape, Flammarion, Paris,1995, qui a reçu le prix de l'Académie française 1996 et réédité sous le titre Histoire de la pensée médicale : les chemins d'Esculape, 1999
- La prévention des cancers, coll. « Dominos », Flammarion, Paris,1997
- La Radioactivité et ses applications, coll. « Que sais-je ? », PUF, Paris, 1997
- L'Éducation et la vie, éditions Odile Jacob, Paris, 1999
- Radiobiologie et radioprotection, PUF, Paris, 2002
- Le Cancer, coll. « Que sais-je ? », PUF, Paris, 2003
- Le bien-vieillir : la révolution de l'âge, éditions de Fallois, Paris, mai 2003
- N'oublions pas demain : Mémoires, éditions de Fallois, Paris, 2007
- La Science au cœur de nos vies, éditions Odile Jacob, Paris, 2010
- Arrêtons d'avoir peur !, éditions Michel Lafon, Paris, 2012